# Stanisław Kocańda

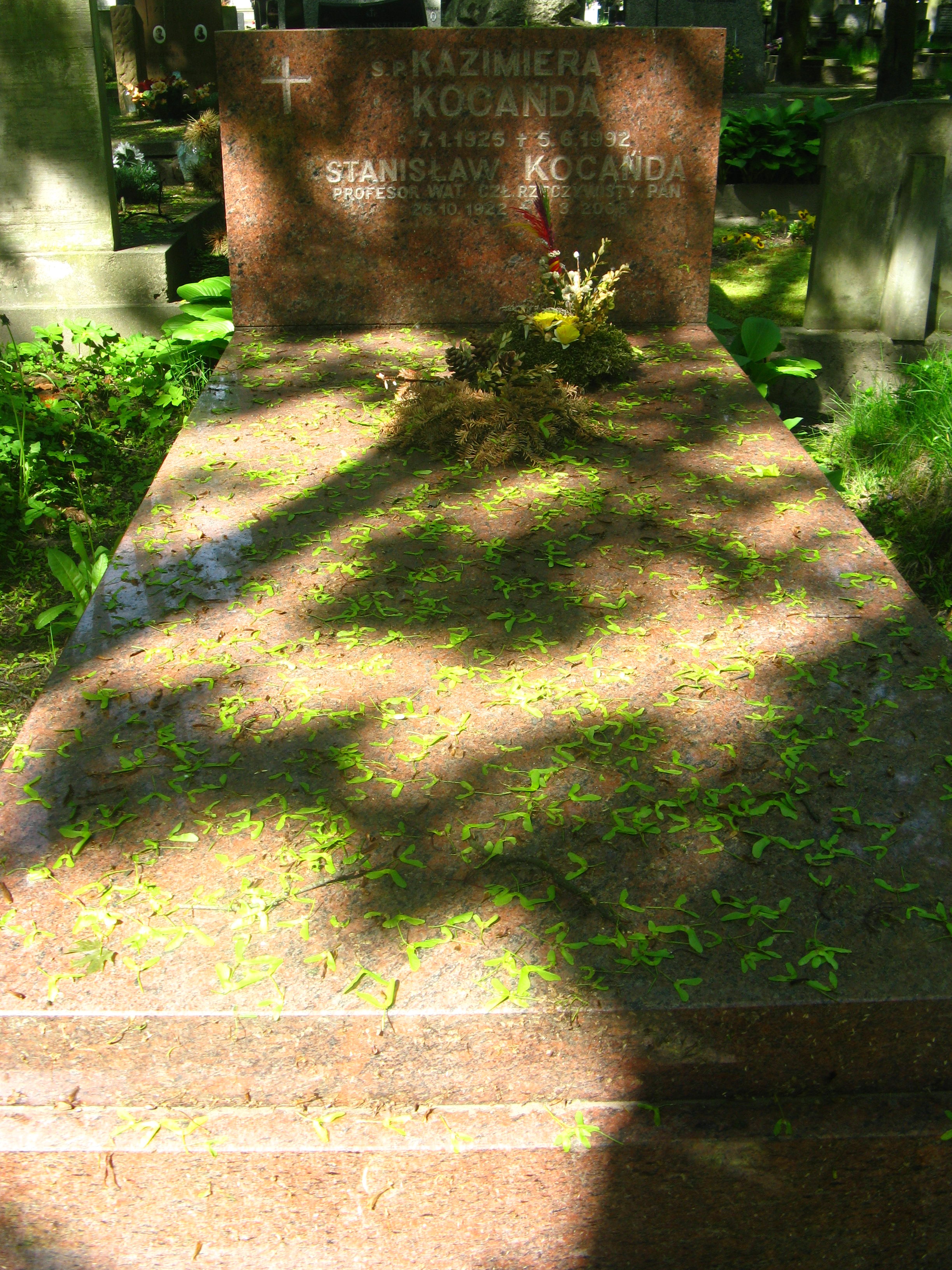
Nagrobek Stanisława i Kazimiery Kocańda na warszawskich Powązkach

Stanisław Aleksander Kocańda  (ur. 26 października 1922 w Kolbuszowej, zm. 7 marca 2006 w Warszawie) – polski profesor inżynier, od 1991 członek rzeczywisty PAN. 

## Działalność
Nauczyciel akademicki, długoletni pracownik naukowy i dydaktyczny Katedry Podstaw Konstrukcji Maszyn Wydziału Mechanicznego Wojskowej Akademii Technicznej, doktor honoris causa WAT, Politechniki Częstochowskiej i Politechniki Lubelskiej. Twórca Polskiej Szkoły Badań Zmęczeniowych i Mechaniki Pękania Materiałów i Konstrukcji. Autor i współautor około 350 publikacji, 26 monografii książkowych i podręczników akademickich. Monografia pt. Zmęczeniowe pękanie metali została przetłumaczona na język angielski, rosyjski, japoński oraz chiński. 
Był członkiem Komitetu Budowy Maszyn PAN, organizatorem i przewodniczącym Międzysekcyjnych Zespołów Zmęczenia i Mechaniki Pękania Materiałów i Konstrukcji PAN, członkiem Komitetu Mechaniki PAN, Komitetu Nauki o Materiałach PAN i Komitetu Nagród Państwowych, członkiem zwyczajnym Towarzystwa Naukowego Warszawskiego, Polskiego Towarzystwa Mechaniki Teoretycznej i Stosowanej, członkiem czynnym i członkiem honorowym European Structural Integrity Society. Odznaczony m.in. Krzyżem Komandorskim i Krzyżem Kawalerskim Orderu Odrodzenia Polski, Medalem Komisji Edukacji Narodowej, laureat nagrody Prezesa Rady Ministrów RP za wybitny dorobek naukowy. Spoczywa na cmentarzu Powązkowskim (kwatera 88-1-2).
Jego żoną była Kazimiera (1925-1992).